# Netelia alaskensis
Netelia alaskensis är en stekelart som först beskrevs av William Harris Ashmead 1902.  Netelia alaskensis ingår i släktet Netelia och familjen brokparasitsteklar. Inga underarter finns listade i Catalogue of Life.